# David Bolen
David Benjamin „Dave“ Bolen (* 23. Dezember 1923 in Heflin, Louisiana; † 10. Dezember 2022 in Scottsdale, Arizona) war ein US-amerikanischer Sprinter und Diplomat.
1948 qualifizierte er sich bei den US-Ausschiedungskämpfen als Zweiter über 400 m für die Olympischen Spiele in London, bei denen er Vierter wurde. 
1948 und 1949 wurde er US-Hallenmeister über 600 Yards. Seine persönliche Bestzeit über 440 Yards von 46,7 s (entspricht 46,4 s über 400 m) stellte er am 21. Juni 1947 in Salt Lake City auf.
Von 1974 bis 1976 war er Botschafter der USA für Swasiland, Lesotho und Botswana. Vom 22. August 1977 bis zum 20. Juni 1980 fungierte er als Botschafter der Vereinigten Staaten in der DDR.